# Adventski kalendar
Adventski kalendar sastoji se od kartona na kojem su otvori - kućice. Iza svake kućice je slika ili simbol, koji ukazuje na dolazak Božića i ima broj od 1 do 24. 
Prvi poznati adventski kalendar ručno je izrađen 1851. godine. Prvi poznati tiskani adventski kalendar proizveden je u Hamburgu 1902. ili 1903. godine. Župnik Gerhard Lang zaslužan je za prvi moderni adventski kalendar. Bio je slagar u poduzeću "Reichhold & Lang"; njegov adventski kalendar imao je 24 slike u boji, koje su se mogle zalijepiti na kartici. Nekoliko godina kasnije, on je pokrenuo kalendar s 24 mala prozora.
Počevši od 1. prosinca, otvaraju se kućice, jedna na dan, počevši od one s brojem 1. Konačno, 24. prosinca, otvara se posljednja kućica, koja ima prigodnu sliku rođenja Isusova. Adventski kalendar najčešće je namijenjen djeci, koja se tako upoznaju s došašćem i iščekivanjem Božića. Kao i adventski vijenac, nastao je u Njemačkoj. 
Korijeni adventskog kalendara dolaze od njemačkih luterana početkom 19. stoljeća. Kredom su crtali linije na vratima svaki dan, počevši od 1. prosinca. Neke obitelji imale su složenije načine, poput paljenja jedne svijećice dnevno od 1. prosinca do Božića ili su imali novu vjersku sliku na zidu svaki dan.
Poslije Drugog svjetskog rata, nastavilo se širenje popularnosti adventskoga kalendara. Danas adventski kalendari dolaze u raznim oblicima: češeri, vijenci, čarape ili torbe, niz kutija, u obliku jele, kuće, itd
Neki kalendari su strogo religiozni, dok su drugi svjetovni u sadržaju. Unatoč imenu, većina komercijalno dostupnih adventskih kalendara počinje 1. prosinca, bez obzira kada došašće stvarno počinje te godine, što može biti već 27. studenog, a nekada tek 3. prosinca. Neki adventski kalendari imaju mali dar skriven u svakom prozoru, kao što je igračka ili čokolada.